# Mimon koepckeae
Mimon koepckeae — вид родини листконосові (Phyllostomidae), ссавець ряду лиликоподібні (Vespertilioniformes, seu Chiroptera).

## Середовище проживання
Країни поширення: Перу. Відомий з типового місця знаходження, на висоті 1600 м.  

## Звички
Немає інформації про середовище проживання та екології.

## Загрози та охорона
Не відомо.